# Geometric Description Language
El Geometric Description Language (en castellano: Lenguaje de Descripción Geométrica) o GDL es un lenguaje de programación creado por la empresa húngara Graphisoft. El mismo permite crear objetos parametricos en 2D y 3D para ser incorporados dentro de la librería de objetos de ArchiCAD.
El modo de trabajo es similar al lenguaje de programación visual basic para componer por partes la pieza deseada. Dichas piezas pueden ser fijas o paramétricas al igual que las que trae por defecto el ArchiCAD y se pueden agregar a la biblioteca para utilizar en cualquier proyecto.
Los archivos programados se almacenan con la extensión gsm.